# 扎西镇
扎西镇，是中华人民共和国云南省昭通市威信县下辖的一个乡镇级行政单位。

## 行政区划
扎西镇下辖以下地区：
海子社区、龙井社区、麒磷社区、鱼洞社区、小坝村、石龙村、玉京山村、桂花村、观音村、田坝村、庙坝村、扎岭村、干河村、长地村、墨黑村、巷子村、石坎村、河口村、龙里村、罗坭村、院子村、大山村和大河村。